# أوزفالدو رومو
أوزفالدو رومو (بالإسبانية: Osvaldo Romo)‏ هو عسكري تشيلي، ولد في 20 أبريل 1938 في سانتياغو في تشيلي، وتوفي في 4 يوليو 2007 في 4 يوليو.